# Leucadendron sorocephalodes
Leucadendron sorocephalodes är en tvåhjärtbladig växtart som beskrevs av Phillips & Hutchinson. Leucadendron sorocephalodes ingår i släktet Leucadendron och familjen Proteaceae. Inga underarter finns listade i Catalogue of Life.